# Gailsbach (Hagelstadt)
Gailsbach ist ein Gemeindeteil der Gemeinde Hagelstadt im Oberpfälzer Landkreis Regensburg.

## Geographie
Gailsbach ist ein Kirchdorf ca. einen Kilometer südöstlich von Hagelstadt.

## Geschichte
Gailsbach (Geilunaspah) wurde im Jahr 831 erstmals urkundlich erwähnt. Die katholische Filialkirche St. Stephan ist im Kern spätromanisch aus der Zeit um 1150/1200, der Chor vom Anfang 18. Jahrhundert, der Turm von 1721.
Im Jahre 1818 entstand mit dem bayerischen Gemeindeedikt die politische Gemeinde Gailsbach.
Im Zuge der Gebietsreform in Bayern wurde am 1. Juli 1972 die Gemeinde Gailsbach (einschließlich der Einöde Giting) nach Hagelstadt eingegliedert.